# Ludmila Smělíková
Ludmila Smělíková (rozená Vodárková, 24. března 1921 Napajedla – 4. srpna 1944 Věznice Pankrác) byla česká odbojářka z období druhé světové války popravená nacisty.

## Život
Ludmila Smělíková se narodila 24. března 1921 v Napajedlech v okrese Zlín v rodině Josefa a Anděly Vodárkových. Pracovala jako úřednice v napajedelské palírně Emanuel Löwy a syn. V září 1939 se vdala za hostinského Josefa Smělíka. Oba se zapojili do protinacistického odboje ve skupině místního skautského vedoucího Jaroslava "Jerry" Hodného (1893–1942). Skupina shromažďovala zbraně určené pro odboj v Ostravě. Jan Cwirz (popraven 1954), který zajišťoval kontakt mezi oběma skupinami, se stal konfidentem gestapa a na základě informací od něj získaných proběhlo zatýkání v obou městech. Ludmila Smělíková byla zatčena v lednu 1943, vězněna byla ve Zlíně, Uherském Hradišti a Brně. Tam byla zvláštním soudem odsouzena k trestu smrti, následně převezena do pankrácké věznice v Praze, kde byla 4. srpna 1944 popravena v tamní sekyrárně. Manžel Josef byl popraven 4. května 1944 ve Vratislavi.

## Posmrtná ocenění
- Po Ludmile Smělíkové byla pojmenována mateřská školka v Napajedlech v ulici Na Malině. Školka již zanikla, budova slouží jako hotel a restaurace.

## Rodina
- Matka Anděla Vodárková a bratr Josef Vodárek byli rovněž vězněni, válku přežili. Otec Josef Vodárek v době války již nežil.
- Tchán Josef Smělík starší (1884-1947) byl komunistickým protinacistickým odbojářem zatčeným v roce 1943. Z koncentračního tábora se po skončení války vrátil, ale díky následkům věznění v únoru 1947 zemřel.[3]
- Tchyně Božena Smělíková (†1952) byla za odbojovou činnost rovněž vězněna, přežila pochod smrti.[4]
- Švagr Antonín Smělík (†1938) padl jako interbrigadista u řeky Ebro.[5]
- Švagr Břetislav Smělík (*1927) byl v šestnácti letech zatčen a tvrdě vyslýchán gestapem, válku přežil.[6]
- Švagrová Olga Vaňková byla zatčena gestapem, válku ale přežila. Její manžel zahynul.[7]